# Trou-du-Bois
Trou-du-Bois is een gehucht in Vieux-Genappe, deelgemeenten van de stad Genepiën in de Belgische provincie Waals-Brabant.
Het ligt meer dan 4 kilometer ten noordwesten van het centrum van Vieux-Genappe, tegen de grens met Baulers, waar het ook de naam Malplaquée draagt. Ruim een halve kilometer ten zuiden ligt het gehucht Foriest.

## Geschiedenis
Op de Ferrariskaart uit de jaren 1770 wordt hier een gehucht Le Trou du Bois weergegeven. De kaart toont ten noorden daarvan een bos, als Bois de Hilaincour, en de hoeves Censes de Hilaincour.

## Bezienswaardigheden
- Ten noorden van het gehucht ligt de historische hoeve Ferme de Hulencourt.
- Vlakbij ligt de Golf Club d'Hulencourt

Deelgemeenten: Baisy-Thy · Bousval · Genepiën · Glabais · Houtain-le-Val · Loupoigne · Oud-Genepiën · Ways

Overige plaatsen: La Bruyère · Bruyère Madame · Baisy · Basse-Laloux · Le Chantelet· Chênemont · Dernier Patard · La Falise · Ferrières · Les Flamandes · Fonteny · Foriest · Fosty · Hattain · Houtain-le-Mont · La Hutte · La Motte  · Loncée · Maison du Roi · Noirhat · Pallandt · Promelles · Quatre Bras · Ry-d'Hez · Sclage · Thy · Trou-du-Bois · Vieux Manants · Wanroux

Belgische gemeenten · Arrondissement Nijvel · Waals-Brabant · Wallonië